# Timana
Timana (Timmaniya) va ser un petit principat de la zona fronterera entre els hitites i Mitanni que es devia formar a finals del segle XVI aC.
Va caure sota influència de Mitanni, fins que a finals del segle xv aC l'Imperi Hitita la va sotmetre. En temps d'Hattusilis I (cap al 1150 aC), el rei de Timana va pagar un tribut al rei hitita que consistia en un carro lleuger de plata, quan Hattusilis va anar a saquejar la ciutat de Zippasna. El rei Tushratta de Mitanni, cap a l'any 1360 aC hi va afavorir una revolta. Subiluliuma I, que probablement encara només era príncep hereu hitita, quan anava a reprimir una revolta del regne hurrita d'Isuwa, es va trobar amb la defecció d'aquest petit regne i d'altres del voltant, el va atacar i el va sotmetre.